# Championnat de Suisse de combiné nordique
Cette page recense les podiums du championnat de Suisse de combiné nordique depuis l'année 1943.
Auparavant, et depuis 1905, seul le titre de champion de Suisse de ski était décerné. Cette distinction regroupait les différentes disciplines : ski de fond & saut à skis.
À partir de 1934, les résultats de descente et de slalom furent pris en compte pour l'attribution de ce titre.
À partir de 1943, un titre de champion de Suisse fut décerné pour chacune des différentes disciplines du ski nordique (ski de fond, saut à skis, combiné nordique) ainsi que du ski alpin.

## Palmarès
| Année | Lieu de la compétition | Champion            | Deuxième            | Troisième               |
| ----- | ---------------------- | ------------------- | ------------------- | ----------------------- |
| 1943  | Arosa                  | Otto von Allmen     | Martin Zimmermann   | Willy Bernath           |
| 1944  | Gstaad                 | Otto von Allmen     | Niklaus Stump       | Jakob Steiner           |
| 1945  | Engelberg              | Niklaus Stump       | Martin Zimmermann   | Hans Zurbriggen         |
| 1946  | Davos                  | Niklaus Stump       | Otto von Allmen     | Martin Zimmermann       |
| 1947  | Wengen                 | Alfons Supersaxo    | Melchior Nold       | Gottlieb Perren         |
| 1948  | Saint-Moritz           | Niklaus Stump       | Alfons Supersaxo    | Gottlieb Perren         |
| 1949  | Gstaad                 | Alfons Supersaxo    | Franz Regli         | Theo Allenbach          |
| 1950  | Crans-Montana          | Jacques Perreten    | Alfons Supersaxo    | Franz Regli             |
| 1951  | Adelboden              | Alfons Supersaxo    | Walter Regli        | François Duvoisin       |
| 1952  | Le Brassus             | Alfons Supersaxo    | Fritz Kocher        | André Reymond           |
| 1953  | Saint-Moritz           | Louis-Charles Golay |                     |                         |
| 1954  | Grindelwald            | Louis-Charles Golay |                     |                         |
| 1955  |                        |                     |                     |                         |
| 1956  | Gstaad                 | André Reymond       | Louis-Charles Golay | Victor Kronig           |
| 1957  | Saint-Moritz           | Louis-Charles Golay | Lorenz Possa        | William Schneeberger    |
| 1958  | Kandersteg             | Louis-Charles Golay | André Reymond       | Victor Kronig           |
| 1959  |                        |                     |                     |                         |
| 1960  |                        |                     |                     |                         |
| 1961  |                        |                     |                     |                         |
| 1962  | Château-d’Œx           | Alois Kälin         | Alfred Holzer       | Kurt Schaad             |
| 1963  | Einsiedeln             | Alois Kälin         | Gilgian Künzi       | Hanskurt Hauswirth      |
| 1964  |                        |                     |                     |                         |
| 1965  |                        |                     |                     |                         |
| 1966  | Andermatt              | Alois Kälin         | Gilgian Künzi       | Jürg Wolfsberger        |
| 1967  | Einsiedeln             | Jacky Rochat        | Alfred Holzer       | Josef Furrer            |
| 1968  | Lenk                   | Alois Kälin         | Jacky Rochat        | Rudolf Gutknecht        |
| 1969  |                        |                     |                     |                         |
| 1970  |                        |                     |                     |                         |
| 1971  |                        |                     |                     |                         |
| 1972  |                        |                     |                     |                         |
| 1973  |                        |                     |                     |                         |
| 1974  |                        |                     |                     |                         |
| 1975  |                        |                     |                     |                         |
| 1976  |                        |                     |                     |                         |
| 1977  |                        |                     |                     |                         |
| 1978  |                        |                     |                     |                         |
| 1979  |                        |                     |                     |                         |
| 1980  |                        |                     |                     |                         |
| 1981  |                        |                     |                     |                         |
| 1982  |                        |                     |                     |                         |
| 1983  |                        |                     |                     |                         |
| 1984  |                        |                     |                     |                         |
| 1985  |                        |                     |                     |                         |
| 1986  |                        |                     |                     |                         |
| 1987  |                        |                     |                     |                         |
| 1988  |                        |                     |                     |                         |
| 1989  | Langenbruck            | Andreas Schaad      | Hippolyt Kempf      | Hansjörg Zihlmann       |
| 1990  | Kandersteg             | Hippolyt Kempf      | Markus Wüst         | Fredy Glanzmann         |
| 1991  | Kandersteg             | Hippolyt Kempf      | Fredy Glanzmann     | Andreas Schaad          |
| 1992  | Gstaad                 | Ivan Rieder         | ?                   | ?                       |
| 1993  | Saint-Moritz           | Jean-Yves Cuendet   | Andreas Schaad      | Hansjörg Zihlmann       |
| 1994  | Les Tuffes             | Andreas Schaad      | Jean-Yves Cuendet   | Hippolyt Kempf          |
| 1995  | Saint-Moritz           | Marco Zarucchi      | Jean-Yves Cuendet   | Armin Krügel            |
| 1996  |                        |                     |                     |                         |
| 1997  | Chaux-Neuve            | Jean-Yves Cuendet   | Andreas Hurschler   | Urs Kunz                |
| 1998  | Langenbruck            | Andreas Hartmann    | Urs Kunz            | Jean-Yves Cuendet       |
| 1999  | Chaux-Neuve            | Ivan Rieder         | Marco Zarucchi      | Ronny Heer              |
| 2000  | Les Tuffes K 80        | Urs Kunz            | Andreas Hurschler   | Ronny Heer              |
| 2001  | Saint-Moritz K 95      | Andreas Hartmann    | Andreas Hurschler   | Ronny Heer              |
| 2002  | Les Tuffes K 80        | Andreas Hartmann    | Ronny Heer          | Andreas Hurschler       |
| 2003  | Kandersteg K 90        | Ivan Rieder         | Ronny Heer          | Guido Landert           |
| 2004  | Hinterzarten K 95      | Ivan Rieder         | Ronny Heer          | Andreas Küttel          |
| 2005  | Kandersteg K 90        | Ivan Rieder         | Ronny Heer          | Michael Hollenstein     |
| 2006  | Einsiedeln K 105       | Andreas Hurschler   | Ivan Rieder         | Seppi Hurschler         |
| 2007  | Kandersteg K 90        | Ronny Heer          | Seppi Hurschler     | Michael Hollenstein     |
| 2008  | Einsiedeln K 105       | Ronny Heer          | Seppi Hurschler     | Joel Bieri              |
| 2009  | Einsiedeln K 105       | Ronny Heer          | Seppi Hurschler     | Joel Bieri              |
| 2010  | Einsiedeln K 105       | Ronny Heer          | Tim Hug             | Seppi Hurschler         |
| 2011  | Einsiedeln K 105       | Tim Hug             | Seppi Hurschler     | Christian Erichsen (de) |
| 2012  | Einsiedeln K 105       | Tim Hug             | Sven Fawer          | Seppi Hurschler         |
| 2013  | Chaux-Neuve K 105      | Tim Hug             | Jan Kirchhofer      | Christian Erichsen (de) |
| 2014, | Chaux-Neuve K 105      | Tim Hug             | Bryan Fletcher      | Bill Demong             |